# Philipp Maeder
Philipp Maeder (* 11. März 1959; † 10. August 2011 in Gassin, Frankreich) war ein Schweizer Polospieler und Immobilienhändler. Maeder wurde wegen Veruntreuung im zweistelligen Millionenbetrag und weiterer Delikte rechtskräftig verurteilt.

## Karriere
Durch seine 2. Frau kam Maeder zu den Pferden. Als ihm das Reiten zu langweilig wurde, versuchte er es im Alter von 45 Jahren mit Polo.
Beim Polo World Cup on Snow in St. Moritz ritt er im Jahr 2009 für Maybach, 2010 war er Patron des Teams Maserati.
Am 10. August 2011 starb er im Alter von 52 Jahren während eines Polospiels in Saint-Tropez an einem Herzinfarkt.
Maeder war vierfacher Vater.